# Прва савезна лига Југославије у хокеју на леду 1958.
Прва савезна лига Југославије у хокеју на леду 1958. је једанаесто послератно првенство Југославије, које је одиграно по двоструком лига систему (свако са сваким по 2 утакмице).
Првенство је одиграно у периоду од 19. јануара до 6. фебруара 1958.

## Клубови
- Загреб
- Јесенице
- Љубљана
- Партизан
- Црвена звезда

За победу су се добијала 2, нерешено 1, а пораз 0 бодова.

## Коначни пласман

### Група А
| Екипа                     | ИГ | Д | Н | ИЗ | ГД | ГП | ГР   | Б  |
| ------------------------- | -- | - | - | -- | -- | -- | ---- | -- |
| 1. Јесенице, Јесенице     | 8  | 8 | 0 | 0  | 67 | 3  | +64  | 16 |
| 2. Љубљана, Љубљана       | 8  | 5 | 0 | 3  | 35 | 26 | +9   | 10 |
| 3. Партизан, Београд      | 8  | 4 | 0 | 4  | 27 | 24 | +3   | 8  |
| 4. Црвена звезда, Београд | 8  | 2 | 0 | 6  | 17 | 46 | - 29 | 4  |
| 5. Загреб, Загреб         | 8  | 1 | 0 | 7  | 13 | 61 | - 48 | 2  |

ИГ = одиграо, Д = победио, Н = нешерио, ИЗ = изгубио, ГД = голова дао, ГП = голова примио, ГР = гол-разлика, Б = бодова
| Првак Прве савезна лиге Југославије у хокеју на леду 1958. |
| ---------------------------------------------------------- |
| ХК Јесенице 2. Титула                                      |